# Bud Luckey
William Everett "Bud" Luckey (sinh ngày 28 tháng 7 năm 1934, mất ngày 24 tháng 2 năm 2018) là diễn viên và người pha trò Mỹ.

## Danh sách phim tham gia
- Sesame Street (1972-2000)
- Boundin' (2003)
- The Incredibles (2004)
- Jack-Jack Attack (2005)
- Toy Story 3 (2010)
- Winnie the Pooh (2011)
- Hawaiian Vacation (2011)
- Mini Adventures of Winnie the Pooh (2011)
- Disney Infinity (2013)
- Toy Story 4 (2019)

## Đĩa nhạc
- Sesame Street (1973)
- Sing Yourself Silly! (1990)
- Sesame Street: Elmo's Sing-Along Guessing Game (1991)
- Winnie the Pooh (2011)